# Alarm (revista alemana)
Alarm era una revista en idioma alemán de tendencia anarquista que se publicó en Alemania entre 1919 y 1930. Los temas que abarcaba esta publicación eran el comunismo, socialismo, anarquismo y anarcosindicalismo.

## Historia
La revista Alarm, fue editada por Carl Langer y se publicaba en la ciudad de Hamburgo. Se constituye en esa época en una revista de importancia para el debate y la propaganda del anarquismo, a pesar de que en existían gran cantidad de revistas con ideas similares. A partir de 1920 Alarm apareció semanalmente; desde principios de 1923 de forma mensual, para pasar a dos veces por mes desde junio de 1923. 

En los años políticamente turbulentos de 1918 a 1922, la solidaridad entre comunistas, socialistas y anarquistas se expresó en los números 4 y 23 (1919) con las palabras: 
todos amigos de la libertad, la verdadera libertad. Si queréis serlo, formar filas como hermanos y marchar unidos contra la reacción, contra el capitalismo que se vuelve cada vez más audaz. 
Los términos cosmovisión comunista y dictadura del proletariado todavía se entendían de manera muy tolerante en el número 1 de 1919 y se presentaban como un objetivo común de la izquierda revolucionaria. Sin embargo, poco más tarde esta visión cambiaría, ya que el socialismo fue puesto entre comillas y el comunismo fue visto con escepticismo. La "dictadura del proletariado" comunista de Estado fue rechazada con la consigna Salid de los partidos (n° 33, 1920). El grupo de Socialistas Anarquistas Libres, que estuvo cerca de Alarm, representaba, al igual que la propia revista, entre otras cosas una visión a favor de los sindicalistas. Entendían que la resistencia económica contra el capitalismo debería tener lugar en las empresas.
En el año 1919 la revista fue prohibida durante cuatro meses. El punto de vista anarquista de la publicación se basaba en el rechazo a los partidos autoritarios, ya que entendían que éstos el individuo debía someterse a ellos. La conclusión a la que arribaron fue abogar por una separación de todos los grupos no anarquistas. La unidad y solidaridad inicial de la izquierda revolucionaria de diferentes ideologías se dividió y tuvo consecuencias devastadoras para los movimientos sociales, políticos y económicos. Una iniciativa de 1920 para una reunión conjunta de grupos sindicalistas y anarquistas en Hamburgo, cuyo objetivo era crear un frente proletario, tuvo poco resultado. 
En términos de contenido, la revista Alarm se impuso temporalmente un papel de outsider político al publicar artículos que animaban a la gente a luchar contra el sindicalismo, así como contra el militarismo, el Estado y la religión. También se volvió contra el Sindicato Libre de Trabajadores de Alemania (FAUD) de tendencia anarcosindicalista.
Este cambio se produjo debido a la fragmentación de los movimientos revolucionarios. Muchos grupos y organizaciones representaban ahora sus propias líneas ideológicas y políticas. La solidaridad inicial entre diferentes visiones del mundo se disolvió, lo que quedó patente en Alarm. Probablemente también contribuyeron a ello las prohibiciones y represalias gubernamentales. 
En los números 4 (1919) y 8 y 9 (1920) la revista mostró una simpatía por la revolución en la Rusia soviética. Sin embargo, esta opinión no duró mucho, ya que las acciones de los bolcheviques y su influencia en el poder a cabo a expensas de otros movimientos de izquierda, minarían la confianza en éstos. En definitiva, llegaron a la conclusión de que el comunismo de Estado es lo mismo que el capitalismo de Estado. Con la creciente represión de los movimientos políticos de izquierda en Rusia, la revista Alarm tomó una postura de crítica contra el comunismo de estado. 
En el número 11 del año 1922, la revista Alarm se hace eco de la represión emprendida por el ejército argentino contra los trabajadores rurales del territorio de Santa Cruz, sucesos conocidos como la Patagonia Trágica o Rebelde. Éstos se habían levantado en huelga a fines de octubre de 1921 y fueron reprimidos entre fines de noviembre y diciembre. Las acciones del ejército provocaron la muerte unos 1500 obreros, lo que fue denunciado por la revista alemana, enfatizando en la muerte de varios dirigentes.

## Publicaciones sobreAlarm
- Alarm, anarchistische Arbeiterzeitung, Austria. Hrsg.: Franz Blaha; Wien (Nr. 1, 1925–?)
- Alarm, Mitteilungsblatt der Liga für Menschenrechte. Anarchistische Tendenzen. Hrsg.: Liga für Menschenrechte, Ortsgruppe Porto Alegre; Brasil (15. Februar bis 29. April 1937; 4 Ausgaben)
- Alarm, niederländische anarchistische Zeitschrift. Hrsg. Anton Levien Constandse (1922–1926)
- The Alarm, Londres (1896)

## Enlaces web
- Breve información sobre Alarm (en alemán) en la Base de Datos del Anarquismo Alemán (DadA, por sus siglas en alemán)